# Olofsbo
Olofsbo – miejscowość (tätort) w Szwecji, w regionie administracyjnym (län) Halland, w gminie Falkenberg.
Według danych Szwedzkiego Urzędu Statystycznego liczba ludności wyniosła: 218 (31 grudnia 2018) i 229 (31 grudnia 2019).